# Blake Quick
Blake Quick (Brisbane, 26 febbraio 2000) è un ciclista su strada e pistard australiano che corre per il Roojai Insurance Team. È professionista dal 2023.

## Palmarès

### Strada
- 2022 (Trinity Racing, una vittoria)

Campionati australiani, Prova in linea Under-23
- 2025 (Roojai Insurance Team, una vittoria)

1ª tappa Tour de Taiwan (Taipei > Taipei)

#### Altri successi
- 2019 (St George Continental Cycling Team)

Classifica a punti Tour of Fuzhou

### Pista
- 2018

Campionati australiani, Omnium Junior
Campionati del mondo, Americana Junior (con Luke Plapp)

## Piazzamenti

### Classiche monumento
- Giro delle Fiandre

2023: ritirato
- Parigi-Roubaix

2024: fuori tempo massimo

### Competizioni mondiali
- Campionati del mondo su pista

Aigle 2018 - Inseguimento a squadre Junior: 3º
Aigle 2018 - Omnium Junior: 3º
Aigle 2018 - Americana Junior: vincitore